# Moerckia
Moerckia (deutsch Mörchmoos) ist eine Gattung von Lebermoosen aus der Familie Moerckiaceae.
Der Name bezieht sich auf Axel Møller MÖRCH (nicht MÖRCK) (1797–1876), einen dänischen Justizrat und Botaniker.

## Merkmale
Die Thalli dieser Pflanzen sind einfach oder wenig verzweigt, besitzen eine deutlich abgegrenzte, mehrschichtige Mittelrippe und breite, einzellschichtige Flügel. Die Flügelzellen sind dünnwandig und enthalten traubenförmige Ölkörper. Die Oberseite der Thalli ist längs der Rippe oft mit kleinen schuppenförmigen Blättchen bedeckt. Die Thallusunterseite ist mit einzellreihigen, kurzen Haaren besetzt.
Die Arten sind diözisch. Antheridien und Archegonien befinden sich auf der Thallusoberseite. Die Kalyptra ist kürzer als das Pseudoperianth. Sporenkapseln sind eiförmig bis kurz zylindrisch, die Kapselwand ist drei- bis sechsschichtig.

## Systematik
Die Gattung Moerckia ist auf der Nordhalbkugel verbreitet und besteht aus 3 Arten, die alle in Mitteleuropa vorkommen:
- Moerckia blyttii
- Moerckia flotoviana
- Moerckia hibernica